# Pochodna kowariantna
Pochodna kowariantna – tensor powstały w wyniku różniczkowania pewnego tensora wyrażonego we współrzędnych krzywoliniowych przestrzeni euklidesowej i nieeuklidesowej dowolnego wymiaru (w ogólności w rozmaitości pseudoriemannowskiej), z określonym tensorem metrycznym. We współrzędnych kartezjańskich sprowadza się do zwykłej pochodnej cząstkowej.

Użycie pochodnej kowariantnej zamiast zwykłej pochodnej cząstkowej jest niezbędne w analizie wektorowej we współrzędnych krzywoliniowych, np. w ogólnej teorii względności, gdzie pola fizyczne rozchodzą się w 4-wymiarowej zakrzywionej przestrzeni pseudoriemannowskiej.

## Motywacja
W układach krzywoliniowych pochodna cząstkowa, np. z funkcji skalarnej, nie ma na ogół charakteru tensorowego. Aby otrzymać wielkość tensorową (a więc wielkość geometryczną, czyli taką, która nie zależy od przyjętego układu współrzędnych), definiuje się pochodną kowariantną: jest ona równa pochodnej cząstkowej uzupełnionej o dodatkowe składniki, związane z krzywoliniowością układu współrzędnych.
Podobnie jest dla innych tensorów (wielkości skalarne są tensorami 0 rzędu, wektory są tensorami 1 rzędu; definiuje się tensory 2 i wyższych rzędów). Tensory są obiektami geometrycznymi, dlatego operacje wykonywanie na nich nie powinny zależeć od wyboru układu współrzędnych. W trakcie rozwoju teorii tensorów poszukiwano takich działań na tensorach, które w wyniku dają inne tensory. Jednym z takich działań jest obliczanie pochodnej tensora. Pierwsze podejście, polegające na obliczaniu pochodnej cząstkowej, prowadziło w układach krzywoliniowych do obiektu, który nie był tensorem.
Odkryto, że charakter tensorowy będzie miała tzw. pochodna kowariantna tensora – pochodna cząstkowa uzupełniona o dodatkowe składniki, związane z krzywoliniowością układu współrzędnych.
Pochodna kowariantna tensora redukuje się do pochodnej cząstkowej w prostoliniowym kartezjańskim układzie współrzędnych.

## Pochodna kowariantna – podstawowe wzory
Pochodną kowariantną oznacza się symbolem średnika, po którym umieszcza się indeks współrzędnej, po której wykonuje się różniczkowanie (czasami zamiast średnika stosuje się slash (/), zaś w 3-wymiarowej przestrzeni znak pionowej kreski ( | ), zaś symbol przecinka oznacza pochodną cząstkową, np.:
- {\displaystyle A^{\alpha }{}_{,\gamma }\equiv {\frac {\partial A^{\alpha }}{\partial q^{\gamma }}}\equiv \partial _{\gamma }A^{\alpha }} – pochodna cząstkowa po współrzędnej krzywoliniowej {\displaystyle q^{\gamma },}
- {\displaystyle A^{\alpha }{}_{;\gamma }} – pochodna kowariantna po współrzędnej krzywoliniowej {\displaystyle q^{\gamma }.}

Używa się także symbolu delty na oznaczenie pochodnej kowariantnej – zamiast średnika; np. zamiast wyrażenia
{\displaystyle A_{\alpha ;\gamma }=A_{\alpha ,\gamma }-\Gamma _{\alpha \gamma }^{\color {red}i}A_{\color {red}i},}
pisze się
{\displaystyle \nabla _{\gamma }A_{\alpha }=\partial _{\gamma }A_{\alpha }-\Gamma ^{i}{}_{\gamma \alpha }A_{i}.}
(W poniższych wzorach kolorem oznaczono powtarzające się indeksy, po których należy wykonać sumowanie zgodnie z konwencją sumacyjną Einsteina).

### Pochodna wektora kontrawariantnego
{\displaystyle A^{\alpha }{}_{;\gamma }=A^{\alpha }{}_{,\gamma }+\Gamma _{\gamma {\color {red}i}}^{\alpha }A^{\color {red}i},}
gdzie {\displaystyle \Gamma _{\gamma {\color {red}i}}^{\alpha }} – symbole Christoffela II rodzaju.

### Pochodna wektora kowariantnego
{\displaystyle A_{\alpha ;\gamma }=A_{\alpha ,\gamma }-\Gamma _{\alpha \gamma }^{\color {red}i}A_{\color {red}i}}

### Pochodna tensora kontrawariantnego 2-go rzędu
{\displaystyle T^{\alpha \beta }{}_{;\gamma }=T^{\alpha \beta }{}_{,\gamma }+\Gamma _{\gamma {\color {red}i}}^{\alpha }T^{{\color {red}i}\beta }+\Gamma _{\gamma {\color {red}i}}^{\beta }T^{\alpha {\color {red}i}}}

### Pochodna tensora kowariantnego 2-go rzędu
{\displaystyle T_{\alpha \beta ;\gamma }=T_{\alpha \beta ,\gamma }-\Gamma _{\alpha \gamma }^{\color {red}i}T_{{\color {red}i}\beta }-\Gamma _{\beta \gamma }^{\color {red}i}T_{\alpha {\color {red}i}}}

### Pochodna tensora kontrawariantno-kowariantnego 2-go rzędu
{\displaystyle T_{\beta ;\gamma }^{\alpha }=T_{\beta ,\gamma }^{\alpha }+\Gamma _{\gamma {\color {red}i}}^{\alpha }T_{\beta }^{\color {red}i}-\Gamma _{\beta \gamma }^{\color {red}i}T_{\color {red}i}^{\alpha }}

### Pochodna dowolnego tensora
{\displaystyle {\begin{aligned}T^{\alpha _{1}\ldots \alpha _{r}}{}_{\beta _{1}\ldots \beta _{s};\gamma }&\\=T^{\alpha _{1}\ldots \alpha _{r}}{}_{\beta _{1}\ldots \beta _{s},\gamma }&+\,\Gamma ^{\alpha _{1}}{}_{{\color {red}i}\gamma }T^{{\color {red}i}\alpha _{2}\ldots \alpha _{r}}{}_{\beta _{1}\ldots \beta _{s}}+\ldots +\Gamma ^{\alpha _{r}}{}_{{\color {red}i}\gamma }T^{\alpha _{1}\ldots \alpha _{r-1}{\color {red}i}}{}_{\beta _{1}\ldots \beta _{s}}\\&-\,\Gamma ^{\color {red}i}{}_{\beta _{1}\gamma }T^{\alpha _{1}\ldots \alpha _{r}}{}_{{\color {red}i}\beta _{2}\ldots \beta _{s}}-\ldots -\Gamma ^{\color {red}i}{}_{\beta _{s}\gamma }T^{\alpha _{1}\ldots \alpha _{r}}{}_{\beta _{1}\ldots \beta _{s-1}{\color {red}i}}\,\end{aligned}}}
Z powyższego widać, że:
pochodna kowariantna = pochodna cząstkowa po tej samej współrzędnej uzupełniona o dodatkowe człony w liczbie równej liczbie indeksów tensora, przy czym
- każdy indeks kontrawariantny wnosi dodatkowe człony ze znakiem {\displaystyle +,}
- każdy indeks kowariantny wnosi dodatkowe człony ze znakiem {\displaystyle -.}

### Pochodna kowariantna skalara
Pochodna kowariantna skalara jest równa jego pochodnej cząstkowej, tj.
{\displaystyle \phi _{;\gamma }={\frac {\partial \phi }{\partial q^{\gamma }}}\equiv \phi _{,\gamma }.}
Przykład
Powyższy wzór pozwala skrócić obliczenia.
(a) Obliczmy pochodną kontrawariantną iloczynu tensorów, korzystając z twierdzenia o pochodnej iloczynu:
{\displaystyle {\begin{aligned}&(A^{\alpha }B_{\alpha })_{;\gamma }\\[2px]={}&A^{\alpha }{}_{;\gamma }B_{\alpha }+A^{\alpha }B_{\alpha ;\gamma }\\[2px]={}&(A^{\alpha }{}_{,\gamma }+\Gamma _{\gamma {\color {red}i}}^{\alpha }A^{\color {red}i})B_{\alpha }+A^{\alpha }(B_{\alpha ,\gamma }-\Gamma _{\alpha \gamma }^{\color {red}i}B_{\color {red}i})\\[2px]={}&A^{\alpha }{}_{,\gamma }B_{\alpha }+\Gamma _{\gamma {\color {red}i}}^{\alpha }A^{\color {red}i}B_{\alpha }+A^{\alpha }B_{\alpha ,\gamma }-\Gamma _{\alpha \gamma }^{\color {red}i}A^{\alpha }B_{\color {red}i}\\[2px]={}&A^{\alpha }{}_{,\gamma }B_{\alpha }+A^{\alpha }B_{\alpha ,\gamma }\end{aligned}}}
(w przedostatnim równaniu składniki {\displaystyle \Gamma _{\gamma {\color {red}i}}^{\alpha }A^{\color {red}i}B_{\alpha }} oraz {\displaystyle \Gamma _{\alpha \gamma }^{\color {red}i}A^{\alpha }B_{\color {red}i}} są równe – widać to jawnie, gdy zamieni się indeksy {\displaystyle i} z {\displaystyle \alpha } np. w drugim składniku)
(b) Korzystając zaś z pochodnej skalara, wykorzystując fakt, iż kontrakcja wektorów jest skalarem, mamy natychmiast ten sam wynik
{\displaystyle (A^{\alpha }B_{\alpha })_{;\gamma }=(A^{\alpha }B_{\alpha })_{,\gamma }}{\displaystyle =A^{\alpha }{}_{,\gamma }B_{\alpha }+A^{\alpha }B_{\alpha ,\gamma }}

## Pochodna kontrawariantna
Podnosząc przy pochodnych kowariantnych wskaźnik dotyczący różniczkowania, otrzymuje się tzw. pochodną kontrawariantną:
{\displaystyle A^{\alpha \,;\gamma }=g^{\gamma {\color {red}i}}A^{\alpha }{}_{;{\color {red}i}},}
{\displaystyle A_{\alpha }^{\,\,\,;\gamma }=g^{\gamma {\color {red}i}}A_{\alpha \,\,;{\color {red}i}}.}

## Dywergencja kowariantna

### Dywergencja pola wektorowego
W dowolnych współrzędnych krzywoliniowych {\displaystyle q^{1},\dots ,q^{n}} przestrzeni {\displaystyle n}-wymiarowej euklidesowej (lub przestrzeni pseudoeuklidesowej i ogólniej – przestrzeni pseudoreimannowskiej) dywergencję wyraża wzór
{\displaystyle \operatorname {div} (F)\equiv F^{a}{}_{;a}={\frac {1}{\sqrt {|g|}}}{\frac {\partial \left({\sqrt {|g|}}\,F^{a}\right)}{\partial q^{a}}},}
gdzie:
- {\displaystyle |g|} – moduł wyznacznika tensora metrycznego współrzędnych krzywoliniowych w danym punkcie,
- {\displaystyle {\frac {\partial }{\partial q^{a}}}} – pochodna cząstkowa po współrzędnej krzywoliniowej {\displaystyle q^{a},}
- {\displaystyle F^{a}} – współrzędna pole wektorowego w układzie współrzędnych krzywoliniowych.

W powyższym wzorze trzeba wykonać sumowanie po powtarzającym się indeksie {\displaystyle a,} przyjmując {\displaystyle a=1,\dots ,n.}
Uwaga:
Wyznacznik tensora metrycznego nie jest wielkością stałą, ale zależy od współrzędnych uogólnionych. Np. dla sfery, na której wprowadzono współrzędne uogólnione {\displaystyle q^{1}=\theta ,q^{2}=\phi } tensor metryczny ma postać (wyprowadzenie poniższego wzoru – patrz np. tensor metryczny)
{\displaystyle g_{i,j}={\begin{pmatrix}r^{2}&0\\0&r^{2}\sin ^{2}\theta \end{pmatrix}}.}
Stąd:
{\displaystyle g\,(\theta )=r^{4}\sin ^{2}\theta }
– wyznacznik zależy od {\displaystyle \theta } ({\displaystyle r} nie jest zmienną, bo dla sfery jest to stały jej promień).

### Dywergencja tensora antysymetrycznego
Jeżeli dany jest tensor antysymetryczny, to dywergencja tenora ma postać
{\displaystyle \operatorname {div} (F)\equiv F_{\quad \,;a}^{ba}={\frac {1}{\sqrt {|g|}}}{\frac {\partial \left({\sqrt {|g|}}\,F^{ba}\right)}{\partial q^{a}}},}
gdzie:
- {\displaystyle F^{ba}} – współrzędna pole tensorowego antysymetrycznego, tj. zmieniające znak przy zamianie indeksów {\displaystyle F^{ba}=-F^{ab}.}

### Dywergencja tensora symetrycznego
Jeżeli dany jest tensor symetryczny, to dywergencja tenora ma postać
{\displaystyle \operatorname {div} (F)\equiv F_{b\,\,;a}^{a}={\frac {1}{\sqrt {|g|}}}{\frac {\partial \left({\sqrt {|g|}}\,F_{b}^{a}\right)}{\partial q^{a}}}-{\frac {1}{2}}{\frac {\partial g_{al}}{q^{b}}}F^{al},}
gdzie:
- {\displaystyle F^{ba}} – współrzędne pole tensorowego symetrycznego, tj. takie że nie zmieniają znaku przy zamianie indeksów {\displaystyle F^{ba}=F^{ab}.}

## Twierdzenia o pochodnej kowariantnej
Tw. 1 (o tensorowym charakterze pochodnej kowariantnej)
Składniki pochodnej kowariantnej pola tensorowego transformują się kowariantnie.
Dlatego pole tensorowe powstałe z obliczenia pochodnej kowariantnej tensora {\displaystyle q} – krotnie kowariantnego jest tensorem kowariantnie {\displaystyle q+1}-krotnym (krotność zaś kontrawariantna nie zmienia się).
Tw. 2 (o pochodnej kowariantnej iloczynu tensorów)
Pochodna kowariantna iloczynu tensorów jest równa sumie iloczynu czynnika pierwszego przez pochodną kowariantną czynnika drugiego oraz iloczynu czynnika drugiego przez pochodną kowariantną czynnika pierwszego, np.
{\displaystyle (T^{k}\,S^{l})_{;n}=T^{k}{}_{;n}S^{l}+T^{k}S^{l}{}_{;n}.}
Tw. 3 Pochodna kowariantna tensora metrycznego wynosi zero, tj.
{\displaystyle g_{\alpha \beta ;\,\gamma }=0.}

## Pochodna absolutna w układzie krzywoliniowym

### Pochodna zupełna funkcji w układzie kartezjańskim
(1) Pochodna funkcji skalarnej
Jeżeli w przestrzeni euklidesowej {\displaystyle n}-wymiarowej określona jest funkcja {\displaystyle f(x^{1},\dots ,x^{n},s)} wielu zmiennych takich że zmienne {\displaystyle x^{1},\dots ,x^{n}} są zależne od jednej zmiennej {\displaystyle s,} to jej pochodną zupełną nazywa się wyrażenie
{\displaystyle {\frac {df}{ds}}={\frac {\partial f}{\partial x^{k}}}{\frac {dx^{k}}{ds}}+{\frac {\partial f}{\partial s}},}
przy czym zmienne zależne {\displaystyle x^{1},\dots ,x^{n}} są zadane znanymi funkcjami od zmiennej {\displaystyle s,} tj.
{\displaystyle x^{1}=x^{1}(s),\dots ,x^{n}=x^{n}(s).}
(2) Pochodna funkcji wektorowej
W układzie ortokartezjańskim pochodna zupełna wektora jest wektorem, którego współrzędne są pochodnymi zupełnymi współrzędnych danego wektora, tj.
{\displaystyle {\frac {dA^{\alpha }}{ds}}={\frac {\partial A^{\alpha }}{\partial x^{k}}}{\frac {dx^{k}}{ds}}+{\frac {\partial A^{\alpha }}{\partial s}}.}

### Pochodna absolutna w układzie krzywoliniowym
W układzie krzywoliniowym zmiennych {\displaystyle q^{1},\dots ,q^{n}} pochodne zupełne tensorów muszą być zastąpione przez pochodne absolutne.
(1) Pochodna absolutna funkcji skalarnej
Pochodna zupełna funkcji {\displaystyle f(q^{1},\dots ,q^{n},s)} wyraża się wzorem analogicznym jak we współrzędnych kartezjańskich, tj.
{\displaystyle {\frac {Df}{ds}}={\frac {df}{ds}},}
czyli:
{\displaystyle {\frac {Df}{ds}}={\frac {\partial f}{\partial q^{k}}}{\frac {dq^{k}}{ds}}+{\frac {\partial f}{\partial s}}.}
(2) Pochodna absolutna wektora
W układzie krzywoliniowym pochodne zupełne muszą być zastąpiona tzw. pochodnymi absolutnymi takimi że:
{\displaystyle {\frac {DA^{\alpha }}{ds}}=A_{\,;m}^{\alpha }{\frac {dq^{m}}{ds}}+{\frac {\partial A^{\alpha }}{\partial s}}}
– widać, że pochodne cząstkowa przechodzi w pochodną kowariantną. Pochodna absolutna dana jest więc wyrażeniem
{\displaystyle {\frac {DA^{\alpha }}{ds}}=\left({\frac {\partial A^{\alpha }}{\partial q^{m}}}+\Gamma _{m{\color {red}i}}^{\alpha }A^{\color {red}i}\right){\frac {dq^{m}}{ds}}+{\frac {\partial A^{\alpha }}{\partial s}}.}
Podobnie dla wektora kowariantnego
{\displaystyle {\frac {DA_{\alpha }}{ds}}=\left({\frac {dA_{\alpha }}{ds}}-\Gamma _{\alpha m}^{\color {red}i}A_{\color {red}i}{\frac {dq^{m}}{ds}}\right)+{\frac {\partial A_{\alpha }}{\partial s}}.}
Jeżeli funkcja wektorowa nie zależy jawnie od parametru {\displaystyle s,} to pochodne cząstkowe zerują się, tj.
{\displaystyle {\frac {\partial A^{\alpha }}{\partial s}}=0} oraz {\displaystyle {\frac {\partial A_{\alpha }}{\partial s}}=0.}
i powyższe wzory upraszczają się.

## Zasady modyfikacji tensorów
Jeżeli chce się równania tensorowe znane ze współrzędnych ortokartezjańskich zapisać we współrzędnych krzywoliniowych, to obowiązuje zasada, iż pochodne cząstkowe przechodzą na pochodne kowariantne, a różniczki zupełne przechodzą na różniczki absolutne.

### Przykład 1: Równania ruchu cząstki w polu grawitacyjnym
(a) Jeżeli cząstka nie podlega oddziaływaniom, to jej przyspieszenie jest zerowe, tj.
{\displaystyle du^{i}/ds=0,}
gdzie:
- {\displaystyle u^{i}} – czteroprędkość cząstki,
- {\displaystyle ds} – różniczkowy przyrost tzw. interwału czasoprzestrzennego mierzony wzdłuż trajektorii cząstki; równoważnie można zapisać, że różniczka 4-prędkości cząstki zeruje się, tj.

{\displaystyle du^{i}=0.}
(b) Przechodząc do układu współrzędnych krzywoliniowych, równanie ruchu cząstki niepodlegającej oddziaływaniom należy zmodyfikować, zamieniając różniczkę zupełną na różniczkę absolutną, tj.:
{\displaystyle Du^{i}=0.}
Różniczka absolutna wektora kowariantnego dana jest zależnością:
{\displaystyle Du^{i}=\left({\frac {\partial u^{i}}{\partial x^{\color {red}l}}}+\Gamma _{\color {red}kl}^{i}u^{\color {red}k}\right)dq^{\color {red}l}}
lub
{\displaystyle Du^{i}=du^{i}+\Gamma _{kl}^{i}u^{k}dq^{l},}
gdzie:
{\displaystyle du^{i}={\frac {\partial u^{i}}{\partial q^{\color {red}l}}}dq^{\color {red}l}} – różniczka 4-prędkości cząstki.
Stąd mamy równanie ruchu cząstki w układzie krzywoliniowym
{\displaystyle du^{i}+\Gamma _{kl}^{i}u^{k}dq^{l}=0.}
Dzieląc przez {\displaystyle ds} i uwzględniając, że {\displaystyle du^{i}=dq^{i}/ds,} znajdujemy
{\displaystyle {\frac {d^{2}q^{i}}{ds^{2}}}+\Gamma _{kl}^{i}{\frac {dq^{k}}{ds}}{\frac {dq^{l}}{ds}}=0}
– jest to równanie linii geodezyjnej w przestrzeni z metryką {\displaystyle g_{ij}} (od której zależą m.in. symbole Christoffela {\displaystyle \Gamma _{kl}^{i}}). Przy tym, jeżeli przestrzeń jest pozbawiona źródeł pola grawitacyjnego, to symbole Christoffela {\displaystyle \Gamma _{kl}^{i}} są takie, że zerują tensor krzywizny i równania geodezyjnych sprowadzają się do prostych euklidesowych; jeżeli jednak przestrzeń jest zakrzywiona na skutek obecności materii, to tensor krzywizny jest niezerowy, a geodezyjne są inne niż proste euklidesowe.
Uwaga:
Wielkość {\displaystyle {\frac {d^{2}q^{i}}{ds^{2}}}} jest czteroprzyśpieszeniem cząstki. Ponieważ symbole Christoffela wyrażają się przez pochodne składowych tensora metrycznego
{\displaystyle \Gamma _{kl}^{i}={\frac {1}{2}}g^{im}\left({\frac {\partial g_{mk}}{\partial q^{l}}}+{\frac {\partial g_{ml}}{\partial q^{k}}}-{\frac {\partial g_{kl}}{\partial q^{m}}}\right),}
to widać, że trajektoria cząstki określona jest przez pochodne {\displaystyle {\frac {\partial g_{mk}}{\partial q^{l}}},} które pełnią rolę natężeń pola grawitacyjnego, wobec tego tensor metryczny pełni rolę potencjału pola grawitacyjnego (przypomnienie: pochodna potencjału po współrzędnych daje natężenie pola).

## Lokalne bazy wektorów: kowariantne i kontrawariantne

Rys. 4 Wektor v rozłożony w dwóch bazach: (1) baza e_{1}, e_{2}, e_{3} (żółta, z lewej) wektorów stycznych do krzywych współrzędnych (czarne) (2) kobaza e^{1}, e^{2}, e^{3} (niebieska, z prawej) wektorów prostopadłych do powierzchni współrzędnych (szare). Wektory bazy i kobazy nie są do siebie równoległe, chyba że współrzędne (q^{1}, q^{2}, q^{3}) są ortogonalne.

Uwaga 1: Poniższe rozdziały zestawiają niektóre pojęcia stanowiące podstawę do wprowadzenia pojęcia pochodnej kowariantnej. Bardziej wyczerpujące opracowanie znajduje się w artykule współrzędne krzywoliniowe.
Oznaczenia: Odtąd w artykule tensory oznacza się literami pogrubionymi.
Załóżmy, że mamy przestrzeń wektorową {\displaystyle n}-wymiarową.
(1) Definiujmy dowolny układ współrzędnych – na ogół będzie to układ współrzędnych krzywoliniowych {\displaystyle q^{1},\dots ,q^{n}.}
(2) W każdym punkcie {\displaystyle R(q^{1},\dots ,q^{n})} przestrzeni ustalamy lokalną bazę niezależnych liniowo wektorów, których będziemy używać do znajdowania i wyliczania składowych wektorów; wektory bazy zależą od punktu przestrzeni, przy czym wyróżniamy
- bazy kowariantne – zbiory {\displaystyle n} wektorów stycznych do linii współrzędnych, {\displaystyle \mathbf {e} _{\alpha },\alpha =1,\dots ,n} (z dolnymi indeksami),
- bazy kontrawariantne – zbiory wektorów prostopadłych do powierzchni współrzędnych, {\displaystyle \mathbf {e} ^{\alpha },\alpha =1,\dots ,n} (z górnymi indeksami).

(3) W każdym punkcie przestrzeni definiujemy dwa typy współrzędnych wektorów:
- współrzędne kontrawariantne (zapisywane z górnymi indeksami): gdy zostały wyrażone jako kombinacje liniowe wektorów bazy kowariantnej

{\displaystyle \mathbf {J} =J^{\alpha }\mathbf {e} _{\alpha },}
- współrzędne kowariantne (zapisywane z dolnymi indeksami): gdy zostały wyrażone jako kombinacje liniowe wektorów bazy kontrawariantnej

{\displaystyle \mathbf {J} =J_{\alpha }\mathbf {e} ^{\alpha }.}
Uwagi:
(1) Wektor, któremu przyporządkowano współrzędne kontrawariantne, nazywa się skrótowo „wektorem kontrawariantnym”.
(2) Wektor, któremu przyporządkowano współrzędne kowariantne, nazywa się skrótowo „wektorem kowariantnym”.
(3) Jednakże: dany wektor jest wielkością niezależną od wyboru bazy, w której jest przedstawiany za pomocą współrzędnych: można go przedstawić w dowolnej bazie.
(4) To, że współrzędne wektora są różne w tych dwóch bazach nie oznacza, że mamy dwa różne wektory: wektor jest ten sam, ale wyrażony za pomocą dwóch różnych baz.

## Pole tensorowe
Utożsamiamy pojęcie tensora z polem tensorowym,, tzn. zakładamy, że składowe tensorów (skalara, wektora, ...) można wyrażać w lokalnych bazach za pomocą funkcji współrzędnych, które są funkcjami gładkimi, zmieniającymi się na ogół przy przechodzeniu z danego punktu przestrzeni do innego. Założenie to pozwala wykonywać np. operacje różniczkowania na współrzędnych tensorów.

## Lokalne bazy tensorów
Jeżeli zdefiniuje się tensory nad przestrzenią liniową {\displaystyle n}-wymiarową, to tensory danego typu tworzą przestrzenie liniowe zwane przestrzeniami tensorowymi, przypisane każdemu punktowi przestrzeni. Przestrzenie te mają bazy, służące do wyrażania składowych tensorów. Wymiar przestrzeni tensorowej zależy od rzędu tensora. W szczególności:
a) Tensory 0-go rzędu (skalary) – w danym punkcie przestrzeni są pojedynczymi liczbami, niezależnymi od układu współrzędnych, w którym się je oblicza; nie wymagają bazy układu współrzędnych, przestrzeń tensorowa jest zbiorem liczbowym.
b) Tensory 1-go rzędu (wektory) – w danym punkcie przestrzeni są reprezentowane za pomocą {\displaystyle n} liczb; wymagają bazy złożonej z {\displaystyle n} liniowo niezależnych wektorów (bazami tymi są bazy kowariantna lub kontrawariantna).
c) W ogólności tensory p-krotnie kontrawariantne i q-krotnie kowariantne są obiektami określonymi w przestrzeniach tensorowych {\displaystyle n^{p+q}}-wymiarowych, gdzie {\displaystyle n}-wymiar przestrzeni liniowej, na jakiej określa się tensory; bazy tych przestrzeni tworzy się z iloczynów tensorowych baz kowariantnych i/lub kontrawariantnych – w zależności od typu tensora.
Np. tensor {\displaystyle T^{\gamma }{}_{\alpha \beta }} 1-krotnie kontrawariantny i 2-krotnie kowariantny ma polibazę złożoną z iloczynów tensorowych
{\displaystyle {\vec {e}}_{\alpha }\otimes {\vec {e}}^{\beta }\otimes {\vec {e}}^{\gamma },}
tj. z iloczynów, gdzie jest 1 wektor kowariantny i 2 wektory kontrawariantne.

## Pochodna cząstkowa wektora po współrzędnej
(1) Weźmy teraz najprostszy (i nietrywialny) różniczkowalny tensor: wektor kontrawariantny. Jego składowe spełniają równanie:
{\displaystyle \mathbf {J} =J^{\alpha }\mathbf {e} _{\alpha },}
gdzie:
- {\displaystyle \mathbf {J} } – wektor,
- {\displaystyle J^{\alpha }} – jego składowe.

(2) Jeżeli w punktach pewnego podzbioru przestrzeni wektorowej określone jest pole wektorowe, to współrzędne wektorów są funkcjami współrzędnych. Każdy wektor (ogólnie: tensor) można traktować jako funkcję wielu zmiennych zwanych współrzędnymi.
(3) Przy takim rozumieniu można zdefiniować pochodną współrzędnej wektora oraz wektora:
Definicja: Pochodną współrzędnej {\displaystyle J^{\alpha }} wektora {\displaystyle \mathbf {J} } nazywamy wektor, którego współrzędnymi są pochodne cząstkowe jego składowych względem współrzędnych, tj.
{\displaystyle dJ^{\alpha }={\frac {\partial J^{\alpha }}{\partial x^{\beta }}}\mathbf {e} ^{\beta }\equiv \partial _{\beta }J^{\alpha }\mathbf {e} ^{\beta },}
gdzie przyjęliśmy oznaczenie: {\displaystyle \partial _{\beta }\equiv {\frac {\partial }{\partial {x^{\beta }}}}} – pochodna cząstkowa względem współrzędnej {\displaystyle x^{\beta }.}
Ponieważ
{\displaystyle \mathbf {J} =J^{\alpha }\mathbf {e} _{\alpha },}
to pochodna wektora {\displaystyle \mathbf {J} } będzie sumą pochodnych poszczególnych składowych, czyli
{\displaystyle \operatorname {d} \mathbf {J} =(\partial _{\beta }J^{\alpha }\mathbf {e} ^{\beta })\mathbf {e} _{\alpha }.}
(4) Przejdźmy teraz z danego układu współrzędnych do innego układu współrzędnych. Przy tym słuszne są wzory:
(w-1) {\displaystyle \mathbf {e} _{\alpha }^{\star }=\Lambda _{\alpha }^{\beta }\mathbf {e} _{\beta },}
gdzie {\displaystyle \Lambda _{\alpha }^{\beta }} – macierz transformacji do nowego układu
(w-2) {\displaystyle \mathbf {e} _{\alpha }=(\Lambda _{\alpha }^{\beta })^{-1}\mathbf {e} _{\beta }^{\star }} (transformacja odwrotne),
(w-3) {\displaystyle \mathbf {e} ^{\alpha }=\Lambda _{\beta }^{\alpha }\mathbf {e} ^{\star \beta }} (transformacja odwrotna bazy dualnej),
(w-4) {\displaystyle J^{\star \alpha }=(\Lambda _{\alpha }^{\beta })^{-1}J^{\beta }} (transformacja składowych wektora),
(w-5) {\displaystyle \partial _{\alpha }^{\star }=\Lambda _{\alpha }^{\beta }\partial _{\beta }} (pochodna względem nowych współrzędnych wyrażona przez pochodne w starych współrzędnych).
Przejdziemy do nowego układu współrzędnych
{\displaystyle \operatorname {d} \mathbf {J} =(\partial _{\beta }J^{\alpha }\mathbf {e} ^{\beta })\mathbf {e} _{\alpha }}
{\displaystyle =(\partial _{\beta }J^{\alpha })\mathbf {e} _{\alpha }\mathbf {e} ^{\beta }}
{\displaystyle =(\partial _{\beta }(\Lambda _{i}^{\alpha }J^{\star i}))((\Lambda _{\alpha }^{\eta })^{-1}\mathbf {e} _{\eta }^{\star })(\Lambda _{j}^{\beta }\mathbf {e} ^{\star j})\quad {}} (w-1 – przejście do drugiej bazy)
{\displaystyle =((\partial _{\beta }\Lambda _{i}^{\alpha })J^{\star i}+\Lambda _{i}^{\alpha }(\partial _{\beta }J^{\star i}))((\Lambda _{\alpha }^{\eta })^{-1}\mathbf {e} _{\eta }^{\star })(\Lambda _{j}^{\beta }\mathbf {e} ^{\star j})\quad {}} (pochodna iloczynu)
{\displaystyle =(\partial _{\beta }\Lambda _{i}^{\alpha })J^{\star i}((\Lambda _{\alpha }^{\eta })^{-1}\mathbf {e} _{\eta }^{\star })(\Lambda _{j}^{\beta }\mathbf {e} ^{\star j})+\Lambda _{i}^{\alpha }(\partial _{\beta }J^{\star i})((\Lambda _{\alpha }^{\eta })^{-1}\mathbf {e} _{\eta }^{\star })(\Lambda _{j}^{\beta }\mathbf {e} ^{\star j})\quad {}} (mnożenie sumy przez czynnik)
{\displaystyle =J^{\star i}(\partial _{\beta }\mathbf {e} _{i}^{\star })(\Lambda _{j}^{\beta }\mathbf {e} ^{\star j})+(\partial _{\beta }J^{\star i})\mathbf {e} _{i}^{\star }(\Lambda _{j}^{\beta }\mathbf {e} ^{\star j})\quad {}} (skracanie macierzy wzajemnie odwrotnych)
{\displaystyle =J^{\star i}((\Lambda _{j}^{\beta }\partial _{\beta })\mathbf {e} _{i}^{\star })\mathbf {e} ^{\star j}+((\Lambda _{j}^{\beta }\partial _{\beta })J^{\star i})\mathbf {e} _{i}^{\star }\mathbf {e} ^{\star j}\quad {}} (przeniesienie macierzy w pobliże operatora różniczkowania)
{\displaystyle =J^{\star i}(\partial _{j}^{\star }\mathbf {e} _{i}^{\star })\mathbf {e} ^{\star j}+(\partial _{j}^{\star }J^{\star i})\mathbf {e} _{i}^{\star }\mathbf {e} ^{\star j}\quad {}} (przejście do nowych zmiennych różniczkowania).
Widać stąd, że przy przejściu do innego układu współrzędnych pochodna cząstkowa uzyskuje dodatkowy składnik
{\displaystyle J^{\star i}(\partial _{j}^{\star }\mathbf {e} _{i}^{\star })\mathbf {e} ^{\star j}}
– zależy on od pochodnych wektorów bazowych względem nowych współrzędnych, {\displaystyle \partial _{j}^{\star }\mathbf {e} _{i}^{\star },}
– wobec tego nie wyznacza żadnej reprezentacji grupy przekształceń,
– zatem pochodna cząstkowa nie jest tensorem.
Ten dodatkowy składnik zeruje się, gdy nowy układ współrzędnych jest kartezjański.

### Pochodna kowariantna
Chcemy uzyskać działanie różniczkowe dające w wyniku tensor.
(1) Definiuje się pomocniczą wielkość (nie będącą tensorem) zwaną polem kompensacyjnym
{\displaystyle \mathbf {\mathrm {A} } \mathbf {J} =(\mathrm {A} _{\beta }J^{\alpha })\mathbf {e} _{\alpha }\mathbf {e} ^{\beta }.}
Pole to przy transformacji do innego układu współrzędnych daje taki sam dodatkowy składnik, jak pochodna cząstkowa
{\displaystyle \mathbf {\mathrm {A} } \mathbf {J} =(\mathrm {A} _{j}^{\star }J^{\star i})\mathbf {e} _{i}^{\star }\mathbf {e} ^{\star j}+J^{\star i}(\partial _{j}^{\star }\mathbf {e} _{i}^{\star })\mathbf {e} ^{\star j}.}
(2) Definiuje się teraz pochodną kowariantną jako operator będący różnicą pochodnej cząstkowej i pola kompensacyjnego, tj.
{\displaystyle \operatorname {D} =\operatorname {d} -\mathbf {\mathrm {A} } }
przy czym
{\displaystyle \operatorname {D} \mathbf {J} =(\operatorname {d} -\mathbf {\mathrm {A} } )\mathbf {J} =\operatorname {d} \mathbf {J} -\mathbf {\mathrm {A} } \mathbf {J} .}
Podczas transformacji zarówno pochodna cząstkowa, jak i pole kompensacyjne dadzą te same składniki, które zniosą się i w wyniku uzyskamy tensor.

### Twierdzenie: Pochodna kowariantna jest tensorem
(i dlatego jest poprawną wielkością uzyskiwaną z różniczkowania tensorów).
Dowód
{\displaystyle \operatorname {D} \mathbf {J} =(\partial _{\beta }J^{\alpha })\mathbf {e} _{\alpha }\mathbf {e} ^{\beta }-(\mathrm {A} _{\beta }J^{\alpha })\mathbf {e} _{\alpha }\mathbf {e} ^{\beta }}
{\displaystyle =(\partial _{j}^{\star }J^{\star i})\mathbf {e} _{i}^{\star }\mathbf {e} ^{\star j}+[J^{\star i}(\partial _{j}^{\star }\mathbf {e} _{i}^{\star })\mathbf {e} ^{\star j}]-(\mathrm {A} _{j}^{\star }J^{\star i})\mathbf {e} _{i}^{\star }\mathbf {e} ^{\star j}-[J^{\star i}(\partial _{j}^{\star }\mathbf {e} _{i}^{\star })\mathbf {e} ^{\star j}]}
{\displaystyle }(wyrazy umieszczone w nawiasach prostokątnych znoszą się)
{\displaystyle =(\partial _{j}^{\star }J^{\star i})\mathbf {e} _{i}^{\star }\mathbf {e} ^{\star j}-(\mathrm {A} _{j}^{\star }J^{\star i})\mathbf {e} _{i}^{\star }\mathbf {e} ^{\star j}}
– widać stąd, że otrzymuje się analogiczne wyrażenia na pochodną kowariantną tensora w obu układach współrzędnych, co oznacza, że pochodna kowariantna jest tensorem, cnd.

### Twierdzenie (o pochodnej kowariantnej iloczynu tensorów)
{\displaystyle \operatorname {D} (\mathbf {A} \mathbf {B} )=(\operatorname {D} \mathbf {A} )\mathbf {B} +\mathbf {A} (\operatorname {D} \mathbf {B} )}

### Pole kompensacyjne
Pozostaje obliczyć pole kompensacyjne. Nie jest ono tensorem, dlatego trzeba je obliczać osobno dla każdego układu współrzędnych:
{\displaystyle \mathbf {\mathrm {A} } (\mathbf {e} _{\mu })\mathbf {J} =(\mathrm {A} (\mathbf {e} _{\mu })_{\beta }J^{\alpha })\mathbf {e} _{\alpha }\mathbf {e} ^{\beta }.}
Wiemy, że w prostoliniowym układzie kartezjańskim pochodna cząstkowa jest identyczna z pochodną kowariantną, czyli całe pole jest równe 0. Zatem składowe {\displaystyle \mathrm {A} _{j}} pola pomocniczego są równe 0 w układzie kartezjańskim prostoliniowym.
Składowe w innych układach można wyprowadzić z faktu, że podczas transformacji pojawia się dodatkowy składnik.

### Interpretacja pola kompensacyjnego
Pole kompensacyjne wynika z krzywoliniowości układu współrzędnych (nie jest miarą zakrzywienia przestrzeni). W przestrzeni kartezjańskiej jest ono równe 0 i pochodna kowariantna pokrywa się z pochodną cząstkową. We współrzędnych krzywoliniowych wektory bazowe mają niezerowe pochodne względem współrzędnych kartezjańskich – wtedy pole kompensacyjne staje się niezerowe.
Pole kompensacyjne nie jest tensorem. Tensorem jest komutator dwóch pól kompensacyjnych – nazywa się go tensorem krzywizny Riemanna. Jeżeli składowe tego tensora są niezerowe, to przestrzeń jest zakrzywiona.

## Pochodna kowariantna w innych teoriach
Pochodna cząstkowa jest nieodpowiednią wielkością także w innych teoriach, dlatego także w nich trzeba wprowadzać pola kompensacyjne i pochodną kowariantną. Jednak o ile w teorii względności dodatkowy składnik pojawiający się przy transformowaniu pochodnej cząstkowej zawiera wyłącznie współrzędne czasoprzestrzenne i ich pochodne, o tyle w innych teoriach składnik ten może zależeć od innych parametrów. Pole kompensacyjne nie ma wtedy naturalnego wyprowadzenia i trzeba je ustalić arbitralnie.
Na przykład w teoriach pól kwantowych z cechowaniem pochodna zależy od dodatkowego parametru (albo parametrów), który nie ma nic wspólnego ze współrzędnymi czasoprzestrzennymi. Np. pochodna kwantowego pola elektronu zależy od potencjału elektrycznego; wprowadza się pole kompensujące, które można zidentyfikować jako pole fotonu. Pole fotonu nie jest poprawnym tensorem (ściślej: wektorem) w przestrzeni Lorentza, ponieważ wykazuje dodatkową niezmienniczość względem cechowania. Pozwala jednak na zdefiniowanie pochodnej pola elektronu będącej poprawnym tensorem. Interpretacja fizyczna tego faktu jest taka, że obecność pola elektrycznego wpływa na ruch elektronu.
Fakt ten jest odzwierciedleniem ogólnej zasady, że każde oddziaływanie wynika z jakiejś symetrii cechowania. Pochodne cząstkowe pól materii nie są poprawnymi tensorami; trzeba wprowadzić pochodną kowariantną, zdefiniowaną za pomocą pól kompensujących zwanych polami cechowania. Kwanty pól cechowania odpowiadają cząstkom fizycznym, zwanym bozonami cechowania. Właśnie z tego faktu wziął się pogląd, że każde oddziaływanie polega na wymianie wirtualnego bozonu. Przykładowo, polem cechowania w elektrodynamice jest foton, a w teorii oddziaływań elektrosłabych – foton, bozon Z i bozony W.
Ogólna teoria względności podaje jeden wzór na pole kompensacyjne, w innych teoriach trzeba ustalić je na podstawie obserwacji. Istnieje jednak hipoteza, że pola kompensacyjne wszystkich teorii da się wyprowadzić w sposób podobny do znanego z teorii względności, jednak w większej ilości wymiarów. Wszystkie oddziaływania byłyby spowodowane zakrzywieniem czasoprzestrzeni: grawitacja – czterech znanych wymiarów, a pozostałe – dodatkowych wymiarów. Teoria Kaluzy-Kleina to przykład teorii podobnej do teorii względności, gdzie elektromagnetyzm tłumaczony jest jako zakrzywienie piątego wymiaru.

## Literatura dodatkowa
- T. Trajdos: Matematyka część III. Warszawa: PWN, 1993. ISBN 83-204-1547-0.
- E. Kącki, L. Siewierski, Wybrane działy matematyki wyższej z ćwiczeniami, Warszawa: PWN, 1975, s. 265–312.
- P.K. Raszewski: Geometria Riemanna i analiza tensorowa. Warszawa: PWN, 1958.
- J.L. Synge: Rachunek tensorowy. Warszawa: Państwowe Wydawnictwo Naukowe, 1964.